# Данас нам је диван дан
Данас нам је диван дан је рођенданска песма која се најчешће пева на прославама рођендана у Србији. Уједно је и једна од најизвођенијих мелодија у Србији. Пева се деценијама, а текст и мелодија познати су готово сваком. Аутор песме, како текста, тако и музике, није познат.

## Текст песме
Српски језик је родно осетљив, па постоје верзије песме за девојчице (жене) и дечаке (мушкарце). На означеном месту у загради — [КОМЕ] изговара се име особе чији се рођендан слави.

#### Данас нам је диван дан
Данас нам је диван дан,

Диван дан, диван дан,

Нашој [КОМЕ] рођендан,

Рођендан, рођендан.

Живела, живела,

И срећна нам била.

Живела, живела,

И срећна нам била.
На крају песме најчешће сви гости у глас узвикну „Живела!” (односно „живео” за мушкарца).

### Варијације
Прва строфа, са рефреном, је она која се уобичајено пева. У различитим ауторским интерпретацијама додају се и различити наставци са другачијим текстом у другој и свим следећим строфама. Овакве верзије песме Данас нам је диван дан могу се чути у анимираним филмовима, образовним емисијама за децу, у репертоару различитих забављача и слично.